# Калистена Радкова
Калистена Радкова (Преподобна мъченица Калиста) е най-малката дъщеря на чорбаджи Радко Минев Иванчев.
Родена е през 1815 година в Севлиево. На 20-годишна възраст влиза в Новоселския девически манастир „Света Троица“. Наследила значително за времето си състояние, тя завещава на Девическото училище и на градската църковна община сумата от 14 000 златни гроша.
На 9 май 1876 година е посечена от башибозуци в църквата на манастира, заедно с игуменката Сусана, 2 свещеници и 4 монахини.
През април 2011 година е канонизирана за мъченица за христовата вяра, заедно с другите жертви на Ново село (сега квартал на Априлци). Българската православна църква почита паметта на Новоселските мъченици на 9 май.